# Fiódor Yurchijin
Fiódor Nikoláyevich Yurchijin (en ruso: Фёдор Николаевич Юрчихин; en griego: Θεόδωρος Γιουρτσίχιν του Νικόλαου; 3 de enero de 1959) es un cosmonauta ruso de ascendencia griega, ingeniero y piloto de pruebas del RSC Energia que ha realizado tres misiones espaciales.
Su primer viaje espacial fue la misión STS-112 del Transbordador Espacial que tuvo una duración de 10 días.
Su segundo viaje fue una misión larga a bordo de la Estación Espacial Internacional (ISS) como Ingeniero de Vuelo de la misión Expedición 15; para esta misión fue lanzado en el vuelo Soyuz TMA-10. Ha realizado dos permanencias prolongadas en la ISS, como miembro de la tripulación de Expedición 24 / 25. Para esta misión fue lanzado en el vuelo espacial Soyuz TMA-19, y regresó a la Tierra en noviembre de 2010, con el vuelo TMA-19. Fue Comandante de la Soyuz en su cuarta misión en el vuelo  Soyuz TMA-09M, e Ingeniero de Vuelo de la Expedición 36 y Comandante del ISS en la Expedición 37.

## Caminatas espaciales

### Resumen
| Caminata n.º | Fecha                   | Compañero          | Duración                |
| ------------ | ----------------------- | ------------------ | ----------------------- |
| 1            | 30 de mayo de 2007      | Oleg Kótov         | Cinco horas, 25 minutos |
| 2            | 6 de junio de 2007      | Oleg Kótov         | Cinco horas, 37 minutos |
| 3            | 23 de julio de 2007     | Clayton Anderson   | Siete horas, 41 minutos |
| 4            | 26 de julio de 2010     | Mijaíl Korniyenko  | Seis horas, 42 minutos  |
| 5            | 15 de noviembre de 2010 | Oleg Skripochka    | Seis horas, 27 minutos  |
| 6            | 24 de junio de 2013     | Aleksandr Misurkin | Seis horas, 34 minutos  |
| 7            | 16 de agosto de 2013    | Aleksandr Misurkin | Siete horas, 29 minutos |
| 8            | 22 de agosto de 2013    | Aleksandr Misurkin | Cinco horas, 58 minutos |